# الحركة العلمية في العصر الأموي

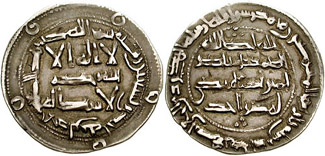
شملت حركة التعريب في العصر الأموي تعريب سك النقود، وتظهر في الصورة دراهم أندلسية من القرن الهجري الثاني.

كان للحركة العلمية في العصر الأموي دور كبير وبارز جدا في التمهيد للنهضة العلمية التي سادت في العصر العباسي. فعلى الرُّغم من أن العصر الذهبي للعلوم والحضارة الإسلاميَّين كان في العهد العباسيّ فقد كان للأمويين دورٌ بارز في التمهيد لهذا الازدهار والتهيئة له، إذ أنهم أرسوا أسس التراث العلميّ الذي بنى عليه العباسيون. ومن أهم هذه التطوُّرات التي هيأت للنهضة العلمية العباسية حركة التعريب في عهد عبد الملك بن مروان، الذي جعل من اللغة العربية لغة رسمية للدولة أصبحت تستخدم في كل أصقاعها من المشرق إلى المغرب، كما ساهمَ الوليد كثيراً أيضاً بإنشائه المدارس والمستشفيات تحت رعاية الدولة التي ساهمت هي الأخرى في النهضة الإسلامية اللاحقة. وقد كان من أهم الإنجازات في تطوير الحركة العلمية في العصر الأمويّ تدوين العلوم وتعريبها للمرَّة الأولى، وهو ما أتاح لعلماء العرب والمسلمين الاطلاع عليها بسُهولة، كما أن اتساع الدولة ودخول شعوب جديدة في الإسلام أتاح التعرف على حضاراتها والاستفادة من تلك المعارف في تطوير الحضارة الإسلامية.
كان من أهم مجالات الازدهار في العصر الأمويّ إجمالاً العلوم الدينية واللغوية والتاريخ والجغرافيا والفلسفة والطب. وقد انقسمت الحركات العلمية في هذا العصر إلى أربع حركات، وهي الحركة الدينية (المعنية بعلوم الدين، مثل تفسير القرآن والأحاديث والتشريع) والتاريخية (المعنية بتوثيق التاريخ والقصص والمغازي ونحوها) والأدبية (المعنية بالشعر والنثر وما إلى ذلك) والفلسفية (المعنية بالمنطق والكيمياء والطب وما شابهها). لكن الأمويين لم يَميلوا إلى دعم العلوم، فلم يَدعمَ خلفاؤهم أو أمراؤهم سوى الحركتين الأدبية والقصصية من بين كل هذه الحركات العلمية، فلم يَكن يُمتعهم ويجذبهم سوى الشعر والخطب والقصص، وربَّما كان ذلك بسبب نزعة عربية جاهلية عندهم، ولا يُستثنى من هذه سوى خالد بن يزيد بن معاوية، الذي كانت لديه نزعة فلسفية فوق نزعته الأدبية، ودعمَ بشدَّة الحركات العلمية في مجالات الطب والكيمياء والفلك، بالإضافة إلى عمر بن عبد العزيز الذي دعمَ الحركة الدينية.

## دور الموالي
كان جلُّ من برعوا في العلوم خلال العصر الأمويّ - مثله في ذلك مثل العصر العباسي - من الموالي الأعاجم، إذ كان العرب في تلك الفترة لا يَزالون أهل بادية وانشغل معظمهم بالفتوحات، وأما الموالي فقد كانوا قادمين من بلاد أكثر حضارية، وذلك ما جعلهم أكثر قابلية لحمل العلوم وممارستها من العرب، حسبَ ما رواه المؤرخ ابن خلدون. حتى أنه يُروى في كتاب العقد الفريد لابن عبد ربه:
لكن على الرُّغم من كون أغلبية العلماء أعاجم من الموالي فقد ظلَّ هناك عددٌ من العلماء العرب المعروفين في العصر الأموي، منهم على سبيل المثال سعيد بن المسيب وعلقمة بن قيس وشريح القاضي ومسروق بن الأجدع وإبراهيم النخعي وغيرها.

## وضع العلوم
لم تكن يُوجد في العصر الأموي «تخصصات» في العلوم، حيث كان ذلك الوقت أبكر من ظهور مثل هذا الشيء، فلم يَكن هناك عالم بالحديث فحسب أو التفسير فحسب على سبيل المثال، إنَّما كان العالم الواحد يعرف في التفسير والحديث المغازي والتاريخ والأدب كلها معاً، حيث كان الوقت مبكراً آنذاك لكي تتخصَّص العلوم ولم تكن قد صُنِّفت بعد وعُرِفَت بالشكل الكافي. وقد كان الوضع هكذا عندَ التعليم أيضاً في البداية، فيَحكي المعلم في الجلسة الواحدة عن علوم كثيرة، لكن مع الوقت بدأت الجلسات التعليمية بالتخصًّص على الرغم من معرفة المعلمين فعلياً بالكثير من العلوم.
كان أول من أنشأ مدارس منظمة تعمل برعاية الدولة وتحتَ إشرافها في التاريخ الإسلامي هو الخليفة الأموي الوليد بن عبد الملك، وساعد انتشار المدارس على التهيأة أكثر للنهضة العلمية العباسية، كما كان من إنجازات الوليد الأخرى أنه أول من أنشأ المستشفيات في التاريخ، وأنشأ إلى جانبها البيرامستانات، وهي دور وظيفتها إيواء المعاقين وذوي الأمراض العقلية والعصبية، وقد اعتمدت الكثير من المشافي التي أنشأت لاحقاً في قارة أوروبا على نمط وأسس مشافي الوليد بن عبد الملك، وأصبح الأطباء الجدد يتتلمذون على أيدي أطباء هذه المشافي، وكان ذلك البادرة الأولى لولادة المدارس الطبية في التاريخ.

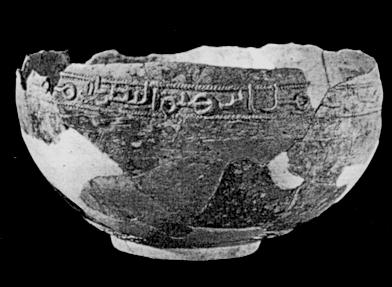
آنية أموية تعود إلى سنة 96 هـ، صنعت في مدينة الحيرة.

## حركة الترجمة والتدوين
وقد شهد عهد الوليد أيضاً حركة ترجمة ضخمة جداً كان لها أثر كبير في نهضة الحضارة الإسلامية، إذ أمر بتعريب دواوين الدولة الأموية كلها من الشرق إلى الغرب، وبتعريب كل ما في الدولة، وعاصره في حقبته خالد بن يزيد بن معاوية - رائد عصر الترجمة، ومن بدأت على عهده حركة الترجمة الحقيقية في العصر الأموي -، الذي كان مولعاً بالعلوم وأمر بترجمة الكثير من كتبها من اللغة الإغريقية إلى العربية، فأصبحت بهذا لغة العلوم كلها في الدولة الأموية بما في ذلك الطب والصيدلة والكيمياء وغيرها هي اللغة العربية، وأصبح لزاماً على من يريد التعرف على هذه العلوم تعلم العربية، فأخذت اللغة بالازدهار، كما حث الخلفاء الآخرون مثل عمر بن عبد العزيز وهشام بن عبد الملك على الترجمة وأمروا بترجمة الكثير من الكتب البارزة في العلوم والتاريخ والأدب. وقد ساعدَ على ازدهار حركة الترجمة وُجود الكثير من السريان متعلمي العربي، الذين قادوا حركة الترجمة هذه، وساعدوا بشكل كبير جداً على انتشار المدارس والعلوم في العراق والشام. لكن على الرُّغم من هذا فلا يتفق جميع المؤرخين على ريادة خالد بن يزيد في حركة الترجمة والتعريب وعلى ازدهارها في العصر الأموي، حيث شكك عدة مؤرخين أوروبيين بحجم حركة الترجمة في العصر الأموي ومدى ازدهارها. ومع ذلك فإن ما وردَ عن حركات الترجمة والتدوين في العصر الأمويّ يدل على أن جذور هذه الحركة بدأت على أيام الدولة الأموية قبل أن تزدهر في أيام العباسيين، لكن معظم ما كُتبَ وترجمَ وألف في العصر الأموي فُقدَ الآن ولم يصل منه إلى الوقت الحاضر سوى القليل جداً، وأغلب ما يُعرَف عن حركات الترجمة والتدوين فيه مأخوذة من كتابات المؤرخين القدماء، وأما في العصر العباسي فقد كانت لا تزال الكثير من الكتب الأموية باقية، وكان لها دورٌ في تنشيط النهضة العلمية العباسية التي تمخضت عنها أعمال أكثر رقياً بكثير من أعامل العصر الأموي.

## الحركة الدينية
تمركزت مقارُّ الحركة العلمية الدينية خلال العصر الأمويّ بشكل أساسي في المساجد، وبعدها أنشأت المكاتب لتحفيظ الصّبيان الصغار القرآن وتعليمهم مبادئ الدين. ألف خلال العهد الأموي عددٌ من الكتب في علم التفسير، ومن أبرز من عرفوا في هذا العلم وكتبوا عنه في هذه الفترة مجاهد بن جبر وعطاء بن أبي رباح وعكرمة مولى ابن عباس وسعيد بن جبير وسعيد بن المسيب والحسن البصري ومحمد بن سيرين، غير أن جميعَ مؤلفاتهم ضاعت، وأقدم كتاب في التفسير بقيَ إلى عصرنا هذا يَعود إلى العصر العباسيّ، وهو كتاب «معاني القرآن» للفرَّاء. وأما علم الحديث فقد بدأ نشاطه خلال العصر الأمويّ، فطوالَ القرن الأول الهجري كان يُتناقَل الحديث شفهياً بين الناس، ولم يُدوَّن أبداً في تلك الفترة، لأن الرسول محمد نهى عن تدوينه خشية اختلاطه بالقرآن، لكن عندما جاء عهد عمر بن عبد العزيز خشيَ أن يَضيع الحديث بموت العلماء الذين يَحفظونه فأمرَ بتدوينه، فكتبَ إلى ولاته على أقاليم الدولة المختلفة وأمر كلاً منهم بجمع الحديث من العلماء في ولايته، وبهذه الطريق بدأت حركة تدوين الحديث بالتوسُّع تدريجياً، وقضى الكثير من العلماء سنوات طويلة في جمعه وتدوينه، ومن أبرز المحدثين في العصر الأموي محمد بن مسلم الزهري وابن إسحاق وسفيان الثوري ومحمد بن راشد اليمنيّ وابن جريج المكي ومالك بن أنس. لكن على الرُّغم من ذلك فإن عصر المحدثين الأساسيّ الذي تحرَّى فيه العلماء الأحاديث وصنّفوها ووثقوها حسبَ صحتها لم يأتي حتى القرن الثالث الهجري. كما ولدَ اثنان من الأئمة الأربعة وعاشا خلال العصر الأموي، وهما أبو حنيفة النعمان ومالك بن أنس، صاحبي المذهبين الحنفيّ والمالكيّ، وقد انتشر المذهب الأوَّل خلال العصر الأموي في مصر والعراق وفارس ووسط آسيا، فيما انتشر الآخر في مصر والمغرب العربي. وقد عاشَ أيضاً خلال هذه الحقبة فقيهان كبيران آخران، هُما الأوزاعي - إمام الشام - والليث بن سعد - إمام مصر -، وقد كان لكيلهما مذهبان فقهيَّان، غير أن مذهبيهما اندثرا لعدم وجود تلاميذ لهما ينشرون المذهبين.

## الحركة الفلسفية

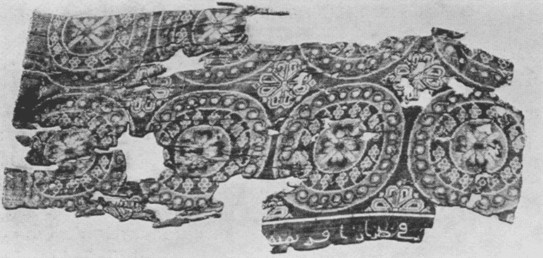
أقدم نسيج معروف في التاريخ الإسلامي، يَعود إلى عهد مروان بن الحكم.

عرَّف علماء العرب العلوم الطبيعية بأنها «العلوم التي تحتاج إلى مشاهدة وتجربة واختبار». وقد كان جلُّ نجاحهم فيها - مثلها في ذلك مثل سائر العلوم الأخرى - في العصر العباسيّ، غير أن بذور ذلك النجاح كانت قد زُرِعَت منذ العصر الأموي. لكن بشكل عامٍّ فيَبدو من دراسة تاريخ الدولة الأموية أن حركة العلوم الفلسفية أو الطبيعية كانت هي الأقلَّ انتشاراً عندهم.
كان أوَّل اهتمام ظهر للعرب في الكيمياء في مطلع العصر الأموي على يد خالد بن يزيد بن معاوية، إذ كان مهتماً بالحصول على كتب يونانية وقبطية للتعرُّف على صنعة الكيمياء، وقد استعانَ من أجل ذلك براهب إسكندرانيّ اسمه «اصطفان» لترجمتها له. وقد كان لخالد دورٌ أساسي في نهضة العرب بالكيمياء ووضعَ هو نفسه عدداً من المؤلفات فيها بعد أن أتقن صنعتها، منها «كتاب الحرارات» و«الصحيفة الكبرى» و«الصحيفة الصغرى» و«السر البديع في فك رمز المنيع في علم الكاف» و«فردوس الحكمة في علم الكيمياء منظومة». غير أن الكيميائيين المسلمين البارزين لم يَظهروا حتى عهد العباسيين. وأما علم الفلك فلم يَكن له هو الآخر نصيبٌ كبير من الاهتمام في العصر الأموي، وظلّت المعرفة به محدودة، عدى عن ترجمة كتاب فلكيٍّ واحد مشهور كان الوحيد العربي المتوفر خلال هذه الفترة هو «عرض مفتاح النجوم» لهرمس الحكيم، الذي تُرجِمَ سنة 125 هـ بأمر من خالد بن يزيد، غير أن معرفة المسلمين بالفلك لم تتطوَّر عموماً حتى أيام العباسيين. لكن بالنسبة لعلوم الأحياء والنبات فإن العرب لم يَبدؤوا بالاهتمام بها وتصنيف الكائنات الحية حتى النصف الثاني من القرن الثاني الهجريّ، ولم يَكن لها أي وجود تقريباً في أيام الأمويين. وأما علم الطب في العهد الأموي فقد تأثر كثيراً بالطب اليوناني، وقد ساهمَ في تطويره وُجود الكثير من الأطباء النصارى الذين عيَّنهم الخلفاء الأمويون، حيث ترجمَ هؤلاء الأطباء الكثير من الكتب الطبية من السريانية إلى العربية لتكون أولى الكتب المدونة باللغة العربية في علم الطب، مثل كتاب «كناش» وكتابي «قوى الأطعمة ومنافعها ومضارها» و«قوى العقاقير ومنافعها ومضارها» لماسرجويه، ومن أبرز هؤلاء الأطباء ابن أثال وأبو الحكم الدمشقي وحكم الدمشقي وعيسى بن حكم الدمشقي وماسرجويه وتياذوق وابن أبجر وفرات بن شحناتا.

## الحركة التاريخية
كانت حركات تدوين تاريخ العصر النبوي والراشدي وحتى الأمويّ نفسه في العصر العباسي في معظمها، غير أنَّ حركة تناقل الأخبار وتسجيلها على نحوٍ محدود بدأت منذ العهد الأموي، وحُفظت بذلك استعداداً لتدوينها في أيام العباسيين. وقد ساهمت في هذه الحركة عدَّة عوامل، منها دخول الكثير من الناس من الأمم الأخرى في الإسلام، وقد نقلَ هؤلاء أخبار تواريخ أممهم إلى العرب ورووها لهم، كما ألَّف بعضهم كتباً خاصة تتحدث عن التاريخ ومغازي الرَّسول منذ تلك الفترة، وهب بن منبه وعروة بن الزبير بن العوام (أوَّل من دون سيرة الرسول) وكذلك أبان بن عثمان بن عفان وشهاب الزهريّ.

## كتب
- فجر الإسلام: يبحث عن الحياة العقلية في صدر الإسلام إلى آخر الدولة الأموية (الطبعة العاشرة سنة 1969). أحمد أمين. دار الكتاب العربي. {{استشهاد بكتاب}}: تحقق من التاريخ في: |سنة= (مساعدة)